# Queensboro Football Club
Queensboro Football Club (QBFC) seria um time de futebol profissional americano com sede no bairro de Queens, na cidade de Nova York. Foi financiado e fundado em novembro de 2019, e revelou um brasão oficial e esquema de cores em 6 de outubro de 2020.
Esperava-se que o QBFC fizesse sua estreia como uma equipe de expansão na temporada 2021 da USL Championship. No entanto, sua data de início foi movida da temporada de 2021 para a temporada de 2022 e, posteriormente, para a temporada de 2023. O time não está mais listado como um time de expansão no site da USL e em novembro de 2022, foi relatado que o time jogaria na MLS Next Pro, devido ao proposto estádio Willets Point em vez de ir para o New York City FC da MLS, deixando o futuro da equipe incerto.

## Estádio
Em abril de 2022, esperava-se que o time jogasse em um estádio de 7.500 lugares a ser construído no campus do York College em Jamaica, Queens.[carece de fontes?] A construção deste estádio foi posta em dúvida, após o anúncio do novo estádio do New York City FC no Queens.